# 유다 타대오
유다 타대오(Θαδδαῖος, ? - 62년)는 예수 그리스도의 열두 사도 가운데 한 사람이다. 유다는 ‘존경받는’ 또는 ‘찬미하리’라는 뜻이며, 타대오는 ‘마음이 크고 넓다’는 뜻이다. 소(小)야고보와는 형제 관계이며, 유다 이스카리옷과는 다른 사람이다. 그리스도교의 성인으로서, 축일은 10월 28일이다. 상징물은 책과 곤봉·배이다. 회화에서는 같이 순교한 시몬과 함께 있는 모습으로 종종 표현된다.
루가의 복음서와 사도행전에서는 그를 유다라고 부르고 있지만(루가 6,16; 사도 1,13), 마태오 복음서와 요한 복음서에서는 그를 타대오라고 부른다. 신약성경에서는 그에 관한 언급은 유일하게 사도들의 이름을 나열할 때 뿐인데, 총 4번밖에 나오지 않는다. 최후의 만찬 당시 유다 타대오는 예수를 향해 “주님, 주님께서 왜 세상에는 나타내 보이지 않으시고 저희에게만 나타내 보이시려고 하십니까?” 라고 물어보기도 하였다(요한 14,22).
전승에 의하면, 성령 강림 이후 유다 타대오는 시몬과 함께 시리아와 메소포타미아에서 복음을 전파하였고, 페르시아 제국 지역으로 가서 포교 활동을 벌였는데, 예수에 대해 설교한 뒤 그 곳의 신상을 파괴하였다. 그러자 그 속에서 악마가 튀어나왔다. 자신들이 여태껏 섬겨왔던 신상이 부서지자 분노한 현지인들은 그들에게 달려들어 포박한 후 죽였는데, 순교의 모습은 십자가형에 처해졌다고도 하고 활에 맞아 순교했다고도 한다. 현지인들은 다대오와 시몬이 3500여 명의 기독교인들과 함께 매장됐다고 전해진다.
18세기 말부터 가톨릭교도들 사이에서 어려움에 닥쳤을 때 그에게 전구를 많이 청하게 되었다.